# Кубок Европейской конфедерации волейбола среди женщин 1985/1986
6-й розыгрыш Кубка Европейской конфедерации волейбола (ЕКВ) среди женщин проходил с 1 ноября 1985 по 16 февраля 1986 года с участием 18 клубных команд из 13 стран-членов Европейской конфедерации волейбола. Победителем турнира стала итальянская команда «Нельсен» (Реджо-нель-Эмилия).

## Команды-участницы
| Страна     | Команда                       |
| ---------- | ----------------------------- |
| Австрия    | «Гунтрамсдорф» (Гунтрамсдорф) |
| Бельгия    | «Дендерхаутем» (Дендерлеу)    |
| Бельгия    | «Темсе» (Темсе)               |
| Греция     | «Арис» (Салоники)             |
| Греция     | «Ионикос» (Неа-Филаделфия)    |
| Испания    | «Тормо-Барбера» (Хатива)      |
| Италия     | «Виктор Виллаж» (Бари)        |
| Италия     | «Нельсен» (Реджо-нель-Эмилия) |
| Нидерланды | «Орион» (Дутинхем)            |
| Норвегия   | ВИК (Осло)                    |
| Португалия | «Вила-Реал» (Вила-Реал)       |
| Португалия | «Витория» (Гимарайнш)         |
| Турция     | «Арчелик» (Стамбул)           |
| Турция     | «Профило» (Стамбул)           |
| Финляндия  | «Песя Вейкот» (Йювяскюля)     |
| Франция    | «Сен-Мор» (Сен-Мор-де-Фоссе)  |
| Франция    | «Стад Франсэ» (Париж)         |
| ФРГ        | «Фойербах» (Штутгарт)         |
| Югославия  | «Црвена Звезда» (Белград)     |

## Система проведения розыгрыша
Турнир состоит из трёх раундов плей-офф и финального этапа. В раундах плей-офф команды делятся на пары и проводят между собой по два матча с разъездами. Победителем пары выходит команда, одержавшая две победы. В случае равенства побед победителем становится команда, имеющая лучшее соотношение партий по сумме обоих матчей. В случае равенства и этого показателя в дальнейшую стадию плей-офф выходит команда, имеющая лучшее соотношение игровых очков (мячей) по сумме матчей.
8 команд-участниц четвертьфинала плей-офф определяют четырёх участников финального этапа.
Финальный этап состоит из однокругового турнира, по результатам которого определяется итоговая расстановка мест. 

## 1-й раунд
ноябрь 1985
 «Тармо-Барбера» (Хатива) —  «Сен-Мор» (Сен-Мор-де-Фоссе)
1 ноября. 3:1.
2 ноября. 0:3 (14:16, 11:15, 6:15).
 «Дендерхаутем» (Дендерлеу) —  ВИК (Осло)
9 ноября. 3:0 (15:3, 15:3, 15:4).
11 ноября. 3:0 (15:6, 15:3, 15:7).
 «Ионикос» (Неа-Филаделфия) —  «Вила-Реал»
3 ноября. 3:0.
.. ноября. 3:0.

## 1/8 финала
декабрь 1985
 «Нельсен» (Реджо-нель-Эмилия) —  «Орион» (Дутинхем)
8 декабря. 3:0 (15:12, 15:3, 15:5).
15 декабря. 3:2 (12:15, 17:15, 15:12, 14:16, 15:11).
 «Сен-Мор» (Сен-Мор-де-Фоссе) —  «Фойербах» (Штутгарт)
7 декабря. 0:3.
14 декабря. 0:3.
 «Црвена Звезда» (Белград) —  «Профило» (Стамбул)
Отказ «Профило».
 «Песя Вейкот» (Йювяскюля) —  «Арчелик» (Стамбул)
8 декабря. 3:1.
14 декабря. 0:3.
 «Темсе» —  «Стад Франсэ» (Париж)
7 декабря. 3:0 (15:9, 20:18, 15:6).
14 декабря. 3:1.
 «Арис» (Салоники) —  «Витория» (Гимарайнш)
8 декабря. 0:3.
15 декабря. 1:3.
 «Виктор Виллаж» (Бари) —  «Ионикос» (Неа-Филаделфия)
14 декабря. 3:0 (15:5, 15:1, 15:0).
15 декабря. 3:0.
 «Дендерхаутем» (Дендерлеу) —  «Гунтрамсдорф»
8 декабря. 3:1.
15 декабря. 3:2.

## Четвертьфинал
январь 1986
 «Виктор Виллаж» (Бари) —  «Нельсен» (Реджо-нель-Эмилио)
15 января. 2:3 (15:3, 15:9, 3:15, 6:15, 5:15).
22 января. 0:3 (12:15, 9:15, 13:15).
 «Фойербах» (Штутгарт) —  «Дендерхаутем» (Дендерлеу)
.. января. 3:0.
22 января. 3:1).
 «Витория» (Гимарайнш) —  «Црвена Звезда» (Белград)
15 января. 0:3 (4:15, 7:15, 3:15).
22 января. 1:3.
 «Арчелик» (Стамбул) —  «Темсе»
15 января. 3:0 (15:5, 15:5, 15:3).
.. января. 2:3 (8:15, 15:12, 5:15, 16:14, 11:15).

## Финальный этап
14—16 февраля 1986.  Реджо-нель-Эмилия.
Участники:
 «Нельсен» (Реджо-нель-Эмилия)

 «Арчелик» (Стамбул)

 «Фойербах» (Штутгарт)

 «Црвена Звезда» (Белград)

### Результаты
| М | Команда                       | 1   | 2   | 3   | 4   | И | В | П | С/П | О |
| - | ----------------------------- | --- | --- | --- | --- | - | - | - | --- | - |
| 1 | «Нельсен» (Реджо-нель-Эмилия) |     | 3:1 | 3:0 | 3:1 | 3 | 3 | 0 | 9:2 | 6 |
| 2 | «Фойербах» (Штутгарт)         | 1:3 |     | 3:0 | 3:0 | 3 | 2 | 1 | 7:3 | 5 |
| 3 | «Црвена Звезда» (Белград)     | 0:3 | 0:3 |     | 3:0 | 3 | 1 | 2 | 3:6 | 4 |
| 4 | «Арчелик» (Стамбул)           | 1:3 | 0:3 | 0:3 |     | 3 | 0 | 3 | 1:9 | 3 |

14 февраля
 «Фойербах» —  «Арчелик»
3:0.
 «Нельсен» —  «Црвена Звезда»
3:0 (15:5, 15:7, 15:8).
15 февраля
 «Фойербах» —  «Црвена Звезда»
3:0.
 «Нельсен» —  «Арчелик» 
3:1 (15:17, 15:4, 15:5, 15:5).
16 февраля
 «Црвена Звезда» —  «Арчелик»
3:0.
 «Нельсен» —  «Фойербах» 
3:1 (15:9, 12:15, 17:15, 15:4).

### Итоги

#### Положение команд
| «Нельсен» (Реджо-нель-Эмилия) |
| «Фойербах» (Штутгарт)         |
| «Црвена Звезда» (Белград)     |
| 4. «Арчелик» (Стамбул)        |